# コンビーフサンドイッチ
コンビーフサンドイッチ（corned beef sandwich）は、コンビーフのサンドイッチである。コンビーフサンドイッチは伝統的にマスタードとピクルスとともに供される。

## バリエーション
イギリスではコンビーフサンドイッチにピクルスを付けるのが一般的である。
その他、ザワークラウトを使ってホットサンドとしてグリルしたものはルーベンサンドとして知られる。